# 大府市立大府南中学校
大府市立大府南中学校（おおぶしりつおおぶみなみちゅうがっこう）は、愛知県大府市の市立中学校。

## 学校データ
- 創立 - 1996年4月1日
- 所在地 - 〒474-0045 愛知県大府市馬池町三丁目21番地
- 生徒数 - 380名
- クラス数 - 13クラス
- 職員数 - 教員26名、事務職員2名、栄養士1名、用務員1名、調理員4名、心の相談員1名
- 学区小学校 - 大府市立吉田小学校　など。

## 概要
大府市内4番目の中学校として、1996年に開校。学区は、大府市南部の農業地域を中心にして、大府市立吉田小学校区全域、大府市立石ヶ瀬小学校の森岡地区、東海市の東海市立三ツ池小学校・東海市立加木屋南小学校に委託している桜木町からなる。
1999年11月には、文部省指定の武道指導推進校としての研究発表会を開催した。また、2002年10月には、全国学校体育研究優良校として表彰された。
- 1996年
  - 4月1日 開校
  - 6月4日 校訓「共生・創造・自立」制定
- 1997年5月21日 文部省武道指導推進校の指定
- 1998年
  - 4月1日 みどり学級開設
  - 10月16日 大府養護学校との交流開始
- 1999年
  - 11月8日 「県学校体育優良校」の受賞
  - 11月17日 文部省指定武道指導推進校の研究発表会開催
- 2000年
  - 4月18日 エルウッド校生（オーストラリア）来校
  - 6月22日 ホームページ開設
- 2001年10月1日 学習用コンピュータ・校内ネットワーク使用開始
- 2002年
  - 1月7日 二十歳の手紙（第1回卒業生分）の投函開始
  - 10月17日 全国学校体育研究優良校表彰
- 2003年
  - 1月31日  尾張小中学校PTA研究発表大会発表
  - 8月7・8日  東海地区学校図書館研究大会発表

## 出身者
- 平本真之 - 競艇選手[1]。